# Hans Heinz (Politiker)
Hans Heinz (* 16. Dezember 1951 in Winnenden) ist ein deutscher Politiker (CDU).

## Leben und Beruf
Nach dem Schulabschluss absolvierte Hans Heinz bis 1972 eine Ausbildung im gehobenen Verwaltungsdienst. Danach war er im Hauptamt von Winnenden tätig. Von 1975 bis 1981 war er Hauptamtsleiter in Asperg. Ab dem Jahr 2000 bis Ende 2019 war er Landesgeschäftsführer des Deutschen Roten Kreuzes in Baden-Württemberg. Heinz ist verheiratet und hat zwei Kinder.

## Politik
1981 wurde Heinz zum Bürgermeister von Winterbach gewählt. Er übte das Amt bis 2000 aus. Von 1989 bis 1994 war er Mitglied des Kreistages des Rems-Murr-Kreises und der Verbandsversammlung der Region Stuttgart. Von 1992 bis 2011 war er Abgeordneter des Landtags von Baden-Württemberg, wo er den Wahlkreis 16 Schorndorf vertrat.